# Sondertilgung
Sondertilgungen sind Tilgungen, die über die im Kreditvertrag vereinbarten Leistungsraten hinausgehen.

## Deutschland
Bei Abschluss eines Darlehensvertrags werden im Vertrag mit dem Kreditinstitut oder in den Allgemeinen Geschäftsbedingungen die maximale Häufigkeit und Höhe von Sondertilgungen ohne Vorfälligkeitsentschädigung vereinbart. Darüber hinaus sind sie nur mit Zustimmung des Kreditinstituts möglich und ziehen, wenn sie genehmigt werden, Vorfälligkeitsentschädigungen nach sich.
Bausparkassen lassen hingegen jederzeit in beliebiger Höhe Sondertilgungen ohne Vorfälligkeitsentschädigung zu.
Bei Banken ist es üblich, Sondertilgungen von bis zu drei, fünf oder zehn Prozent der ursprünglichen Darlehenssumme pro Jahr zu gewähren oder maximal 30 Prozent oder 50 Prozent der Darlehenssumme während der Zinsbindungsfrist.
Sondertilgungen führen bei einem Annuitätendarlehen zu einer Verkürzung der Darlehenslaufzeit bis zur vollständigen Tilgung. Die in der Rate enthaltenen Zinsen werden auf Grundlage der Restschuld am Ende der Vorperiode berechnet und die Sondertilgung verringert somit die Restschuld um die Höhe der Sonderzahlung. Damit wird der anteilige Zins in der Folgeperiode geringer und der Tilgungsanteil steigt.